# Уральский гуманитарный институт
Уральский гуманитарный институт (УрГИ) – высшее учебное заведение Екатеринбурга (1994—2016 гг.).

## История УрГИ
10 августа 1994 года в Екатеринбурге был создан филиал Восточного экстерного гуманитарного университета (ВЭГУ), Уфа. На базе филиала был создан УрГИ 10 июля 1995 г., зарегистрирован 15 августа 1995 г. как негосударственное высшее профессиональное образовательное учреждение. 1 февраля 1996 г. получена первая федеральная образовательная лицензия. 
Учредителями нового вуза выступили институты УрО РАН: Институт истории и археологии, Институт экономики, Институт философии и права, а также Уральский государственный технический университет УГТУ-УПИ и Восточный экстерный гуманитарный университет ВЭГУ, Уфа. Первым ректором был избран профессор, д.и.н. М.Н. Денисевич, президентом – академик РАН В.В. Алексеев.
2014—2015 — институт прошел полную профессионально-общественную аккредитацию основных образовательных программ по направлению «Менеджмент» (АККОРК), «Юриспруденция», «Экономика», «Психология» (аккредитационный совет «ОПОРЫ РОССИИ»).
15 декабря 2015 — истёк срок действия государственной аккредитации.
Сентябрь 2016 — институт прекратил свою деятельность.

## Награды
- Апрель 2003 – победитель областного конкурса «Лидер в образовании» в номинации «Лучшее образовательное учреждение».[источник не указан 201 день]
- Апрель 2007 — European quality (Оксфорд, Англия) ( (англ.) — рус. «Европейское качество») за стремление достичь высокого качества образовательных услуг в соответствии с европейскими стандартами[2][неавторитетный источник].
- Шестикратный обладатель золотой медали «Европейское качество» в номинации «100 лучших вузов России»: 2004[3], 2005[4], 2009[5], 2011, 2012[6], 2013[7].

## Учебный процесс
На момент прекращения деятельности было 6 факультетов:
- экономический;
- юридический;
- менеджмента;
- практической психологии;
- иностранных языков и межкультурных коммуникаций;
- заочный.

## Научные исследования
На базе научных направлений сформировались три научные школы:
- Философия и методология науки и образования.
- Психология семьи.
- Эрратология перевода и межкультурных коммуникаций.

В институте издавались четыре научно-практических журнала:
- Креативный менеджмент (три выпуска)[9].
- Вестник Института семьи (9 выпусков)[10].
- Проблемы обеспечения, реализации и защиты свобод человека (6 выпусков)[11].
- Перевод и сопоставительная лингвистика (11 выпусков)[12].